# Lessingschule (Bremerhaven)
Koordinaten: 53° 33′ 27,5″ N, 8° 35′ 11,4″ O

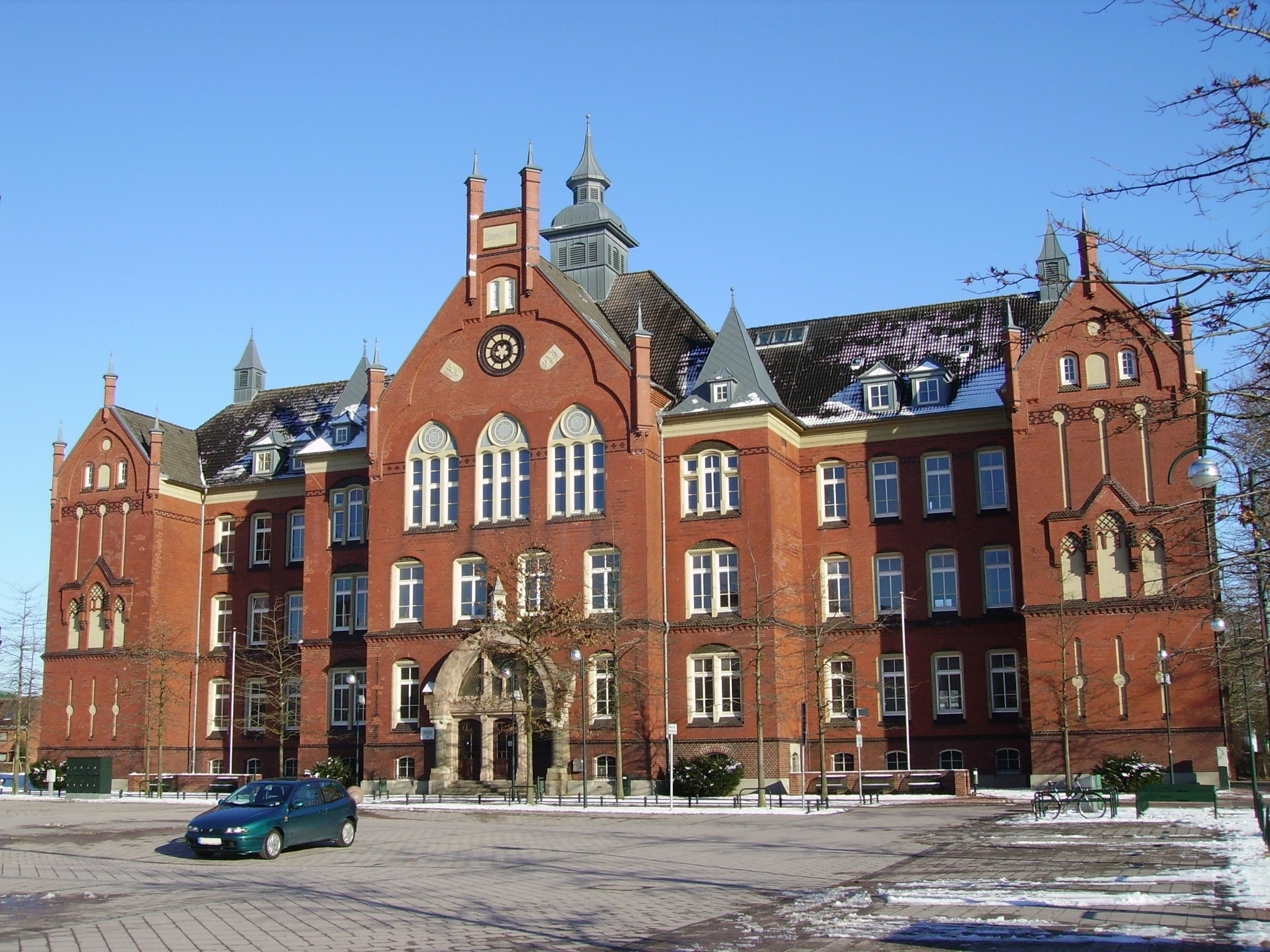
Lessingschule Bremerhaven

Die Lessingschule Bremerhaven war eine Oberreal- bzw. Oberschule in Bremerhaven-Lehe, am Ernst-Reuter-Platz/Hafenstraße 122/Melchior-Schwoon-Straße, die heute als Integrierte Stadtteilschule Lehe (Oberschule) den Namen Schule am Ernst-Reuter-Platz trägt.

## Geschichte

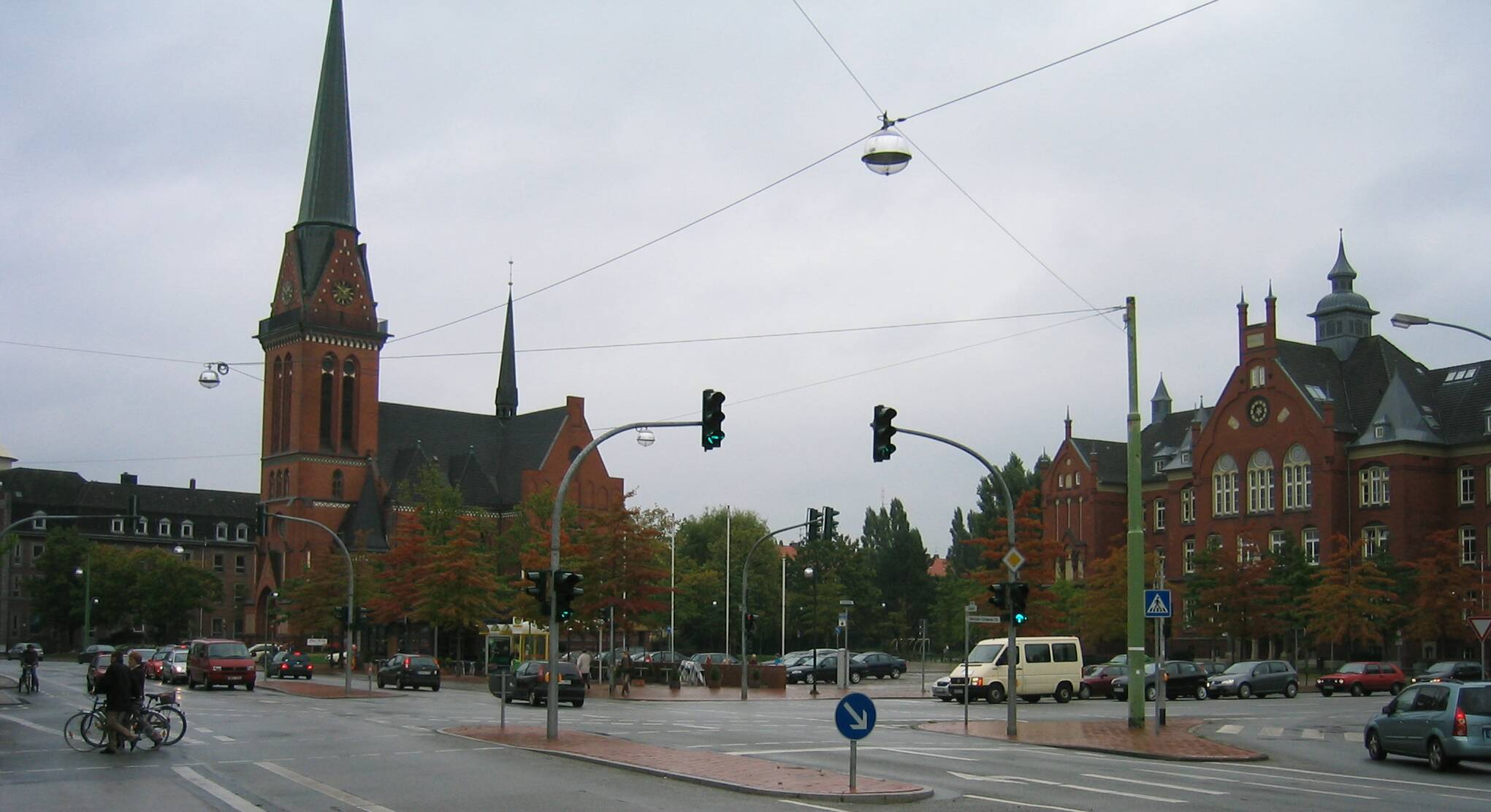
Ernst-Reuter-Platz mit Lessingschule und Pauluskirche

### Name
- Als Oberrealschule zu Lehe 1904 gegründet und 1906 als Gebäude eingeweiht.
- Oberschule Lehe ab 1937
- Die Schule trug von 1950 bis 2010 den Namen von Gotthold Ephraim Lessing (1729–1781), bedeutender Dichter der deutschen Aufklärung.
- Die Schule erhielt 2010 – gegen die Proteste vieler Bürger – den neuen Namen vom angrenzenden Platz, benannt nach Ernst Reuter (1889–1953), deutscher Politiker (SPD), Oberbürgermeister bzw. Regierender Bürgermeister von Berlin.[1] Mit der Umbenennung folgte die Schulkonferenz einem Votum der Schülerschaft. Der Beschluss wurde im Frühjahr 2011 vom Schulausschuss der Stadtverordnetenversammlung bestätigt.

### Gebäude
Um die Jahrhundertwende von 1900 lebten rund 24.000 Einwohner in Lehe. Durch den Hafen in Bremerhaven war auch Lehe rasant gewachsen. Die vorhandenen Schulen konnten den weiteren Zulauf an Schülern nicht mehr bewältigen. Neue höhere Schulen mussten gebaut werden wie die Stormschule (1902), die Lessingschule (1906) und die Körnerschule (1909).
1906 wurde ein Neubau für die Lessingschule in Lehe an der Hafenstraße erstellt. Das dreigeschossige, mit Ziegel verblendete Gebäude, ist ein typisches Bauwerk der Jahrhundertwende: Wuchtig, repräsentativ, mit Neugotischen und historisierenden Bauelementen versehen und einem barockisierenden Türmchen ausgestattet, ist es ein Vertreter des Eklektizismus dieser Zeit, bei der in der Architektur das Zitieren mehrerer Architekturstil-Elementen vergangener Epochen vorkam. Der in Ansätzen dreiflügelige Bau mit einem wuchtigen Mittelgiebel für den großen Eingang, passte sich der benachbarten  Pauluskirche (Bremerhaven) von 1905 an.
Von 2008 bis 2011 wurde das Gebäude für rund 7 Mio. Euro gründlich saniert. Dabei entstand ein Neubau mit zwölf Klassenräumen und einer Lehrküche.

### Schulnutzungen
1713 gab es in Lehe eine erste reformierte Lateinschule am Kirchplatz in der Langenstraße. 1856 erhielt diese Lateinschule ihr erstes Schulhaus an der Marktstraße (heute Leher Markt). 1897 wurde sie aufgelöst.
1903 wurde im Gemeindekollegium der Beschluss gefasst, eine höhere Knabenschule zu gründen, die zum Unterschied zu Bremerhaven und Geestemünde eine Oberrealschule werden sollte, gemäß den  Vorstellungen des preußischen Staatsrats Christian Peter Wilhelm Beuth. Oberrealschule war eine in Preußen seit 1882 genehmigte, lateinlose neunjährige Schule, mit deren Reifezeugnis man studieren konnte. 1904 fand die Gründung der Oberrealschule zu Lehe für Knaben statt. Es wurden zunächst Schulräume angemietet bis am 1. September 1906 die Einweihung der Oberrealschule, später Lessingschule, stattfand. Anfänglich fanden 202 Schüler Aufnahme. 1911 verließ der erste Abiturient die Schule.
1928 errang die Schulmannschaft unter ihrem Turnlehrer Duncker in Berlin den Titel der preußischen Meisterschaft im Schlagball.
1937 wurden die höheren Schulen in Deutschland einheitlich Oberschulen genannt.
Nach dem Zweiten Weltkrieg war die Schule eine additiven Gesamtschule, die Anfang der 1950er Jahre in die Zweige A bzw. H = Hauptschule, B bzw. M/R = Mittelschule/Realschule und D bzw. G = Gymnasium gegliedert wurde. Das Gymnasium begann mit der 5. Klasse und verlangte in den ersten Jahren eine Aufnahmeprüfung. Die Schule war naturwissenschaftlich und neusprachlich (Englisch, Französisch) ausgerichtet, hatte aber auch einen starken musischen Bereich. Bereits seit um 1950 gab es die Koedukation. Die Schule hatte um die 1000 bis später 1100 Schüler.
Zu Beginn des Schuljahres 1974/75 wurden die Oberstufen von fünf der sechs Bremerhavener Gymnasien zusammengelegt. Die Lessingschule war nun eine Schule im Bereich der Sekundarstufe I und bis 2009 eine Kombinierte Schule mit Orientierungsstufe, Haupt- und Mittelschule und Gymnasium.

## Aktuell
Schule am Ernst-Reuter-Platz
Die Schule am Ernst-Reuter-Platz wurde 2008 gegründet und zog 2010/11 als neue Integrierte Stadtteilschule Lehe (ISL) und Ganztags-Oberschule in das Gebäude der alten Lessingschule ein. Sie erhielt neue Raumkonzepte für den Projektunterricht beim Umbau. Das Ganztagsangebot der Schule wird als „Schülerakademie“ bezeichnet. Als Schulprofil werden die Bereiche Gesellschaft, Kultur und Sprache hervorgehoben. Neben den Kernfächern Deutsch, Englisch, Mathematik und der zweiten Fremdsprache (Französisch oder Italienisch) wird ein Großteil des Unterrichts als Projektunterricht organisiert.
Sonstiges
Das Blasorchester der Lessingschule Bremerhaven, einst begründet durch Chor- und Orchestergründer Heinz Inderst, besteht unter dem alten Namen.

## Bekannte Lehrer und Schüler

### Lehrer
- Bredau, Professor und Oberlehrer seit 1906
- Richard Cappelle (1886–1954), von 1920 Studienrat und von 1950 bis 1953 als Oberstudienrat Leiter des Zweiges D (gymnasialer Zweig)
- Michael Frost, Gründungsschulleiter der Schule am Ernst-Reuter-Platz seit 2008, wurde im Juli 2012 von der Stadtverordnetenversammlung Bremerhaven zum hauptamtlichen Stadtrat und Dezernenten für Schule und Kultur gewählt.
- Heinz Inderst (1909–2004), Musikpädagoge, Chor- und Orchesterleiter an der Schule und in Bremerhaven.
- Arnold Kniest, Oberstudiendirektor, Schulleiter von 1906 bis 1936.
- Heinrich Kreipe (1892–1966), in den 1950er Jahren Rektor
- Otto (Dr.), Oberlehrer nach 1906
- Walter Zimmermann (1892–1968), Schulrat, von 1954 bis 1961 Honorarlehrer

### Schüler
- Bernd Merz (1956–2024) 1975 Abitur, Pastor und ehem. Medienbeauftragter der EKD
- Werner Bunnenberg (1900–1960), Ingenieur und Hochschullehrer
- Max Hansen (1901–1978), Metallograph in Berlin und Chicago
- Gustav W. Rogge (1903–1987),  Bauingenieur und Bauunternehmer in Bremerhaven
- Adolf Butenandt (1903–1995), 1921 Abitur, Biochemiker, 1939 Nobelpreisträger für Chemie
- Rolf Dircksen (1907–1983) Ornithologe, Professor für Biologie
- Herbert Grundmann (1913–1981), Buchhändler, Verleger
- Hans Aust (1926–1984), Lehrer und prähistorischer Archäologe
- Yasemin Karakaşoğlu (* 1965), Turkologin und Erziehungswissenschaftlerin
- Roland Kutzki (* 1942), Architekt und Städtebauer
- Peter Riebensahm (* 1938), Abitur um 1957/58, als Hochspringer (Besthöhe 2,10 Meter) 1962 deutscher Hallenmeister, 1960 Olympiateilnehmer in Rom und 1958, 1960, 1961 und 1962 deutscher Vizemeister
- Heinz Vollmers (1902–?), Mittlere Reife 1918, Nautiker und Kapitän u. a. auf der Berlin und der Bremen, Flaggschiffe des Norddeutschen Lloyds, 1968 Kapitänsschaffer bei der  Schaffermahlzeit